# Zanamivir

Zanamivirs kemiska namn är (4S,5R,6R)-5-Acetamino-4-guanidino-6-(1S,2R,3-trihydroxipropyl)-5,6-dihydro-4H-pyran-2-karboxylsyra

Zanamivir är en substans som används för behandling av influensavirus typ A och typ B. Substansen saluförs under handelsnamnet Relenza. 

## Historia
Den upptäcktes 1989 av forskare som leddes av Mark von Itzstein vid Victorian College of Pharmacy, Monash University, i samarbete med Commonwealth Scientific and Industrial Research Organisation (CSIRO) i Australien och forskare hos tillverkaren Glaxo Wellcome, England.

## Verkningsmekanism
Läkemedlet Relenza är det första läkemedlet i Sverige med selektiv effekt som godkänts för behandling av influensatyperna A och B. Tidigare så har det endast funnits läkemedel mot influensa av typ A (Amantadin). Zanamivir motverkar enzymet neuraminidas vilket är ett ytprotein. Zanamivir hämmar virusets frigörelse från de infekterade cellerna och därigenom minskas spridning av viruset i kroppen.

## Behandling
Läkemedlet inhaleras två gånger per dag under fem dygn. Behandlingen bör, för att få maximal effekt, påbörjas så tidigt som möjligt efter symtomdebut, dock senast inom 48 timmar. 
Studier visar att sjukdomsförloppet minskar i genomsnitt med 1,0 till 2,5 dagar. Normalt sjukdomsförlopp utan behandling är 4,5 till 7,5 dagar. Undersökningar visar också att risk för följdsjukdomar minskar. Zanamivir minskar också symtomen under sjukdomstiden. Medlet har få biverkningar. I sällsynta fall (1 av 10 000) uppstår sväljsvårigheter, andningssvårigheter eller tryck över bröstet.

## Innehållsdeklaration
Inhalationspulvret i läkemedlet består av mikroniserad Zanamivir och laktosmonohydrat (mjölksocker). Det är något lösligt i vatten men svårlösligt i aceton, metanol, etanol och acetonitril.
Resistens mot Zanamivir har kunnat påvisas in vitro.